# Rio Oxum
Rio Oxum (em iorubá: Odò Oṣun; em inglês: Oshun river) é um rio no Estado de Oxum no sudoeste da Nigéria. O nome é uma homenagem à orixá Oxum. O Templo de Oxum-Oxobô, situado perto do rio em Oxobô, é um ponto de peregrinação e atração turística popular, sobretudo durante o mês de agosto, quando ocorre um festival anual em homenagem a esta orixá.